# نموذج مرض حيواني
نموذج المرض الحيواني (بالإنجليزية: Animal disease model)‏ أو النموذج الحيواني هو حيوان حي غير بشري مهندَسٌ جينيا غالبا يُستخدم كنموذج اختبار أثناء البحوث والتحريات حول الأمراض البشرية، من أجل فهمٍ أفضل لعملية تكون المرض وتجنب خطر الإضرار بالإنسان. رغم أن النشاط البيولوجي في النموذج الحيواني لا يضمن نفس التأثير على البشر، إلا أن العديد من الأدوية وعلاجات الأمراض البشرية طُورت جزئيا من نتائج النماذج الحيوانية. يُشار إلى النماذج الحيوانية التي تمثل مجموعات تصنيفية محددة في البحث ودراسة عمليات النمو كذلك باسم نموذج الكائنات. توجد ثلاثة أنواع من النماذج الحيوانية: النديدة (Homologous)، والمتماكلة (Isomorphic) والتنبؤية (Predictive). الحيوانات النديدة لها نفس أسباب الأمراض والأعراض وسبل العلاج كما هو الحال بالنسبة للإنسان الذي يصاب بنفس المرض. الحيوانات المتماكلة تتشارك الإنسان في نفس الأعراض وسبل العلاج فقط. أما النماذج التنبئية فهي مماثلة لمرض بشري محدد في ناحيتين وحسب. النماذح الحيوانية مفيدة في تحديد ميزات مجموعةٍ من الأمراض والتنبؤ بآلياتها.

## علم تطور السلالات والتشابه الجيني
رغم أن الدراسة العلمية للحيوانات تسبق تشارلز داروين بعدة مئات من السنين، فإن التعليل الأبرز لاستخدام الحيوانات في البحوث مبني على مبدأ التطور الذي ينص على أن جميع الكائنات تتشارك نوعا من القرابة والتشابه الجيني بسبب سلف مشترك. دراسة الأصناف القريبة من الإنسان يمكن أن توفر قدرا كبيرا من المعلومات المهمة طبيا حول آلية نشوء المرض في جسم الإنسان.
أُنشِأت أشجار تطور سلالات مختلفة للفقاريات باستخدام علم البروتيوميات المقارن وعلم الجينات المقارن وعلم الجينوم المقارن وكذلك المستحاثات الجيوكيميائية. قدَّرت هذه الدراسات أن آخر سلف مشترك بين الشامبانزي والإنسان عاش منذ 6 مليون سنة خلت. يملك أقرب الأقارب للإنسان وهو الشامبانزي إمكانية كبيرة لإخبارنا بآليات المرض (وماهي الجينات التي يمكن أن تكون مسؤولة على ذكاء الإنسان). مع ذلك، نادرا ما يُستخدم الشامبانزي في البحوث وهي محمية ضد الإجراءات الباضعة. أكثر النماذج الحيوانية شيوعا هي القوارض. وتقدِّر أشجار تطور السلالات أن البشر والقوارض تشاركوا في آخر سلف مشترك منذ 80-100 مليون سنة خلت. رغم هذا الفاصل الزمني الكبير، يملك البشر والقوارض تشابهات أكثر من الاختلافات وذلك عائد إلى الاستقرار النسبي لأجزاء كبيرة من الجينوم، وهو ما يجعل استخدام الحيوانات الفقارية مفيدا بشكل خاص.
أضيفت البيانات الجينومية حديثا إلى التقنيات التي تُستخدم لإجراء مقارانات وثيقة بين الأنواع وتحديد مدى القرابة. يتشارك البشر حوالي 99% من الجينوم مع الشامبانزي، (98.7% مع البونوبو) وأزيد من 90% مع الفأر. مع كون قدر كبير من الجينوم محفوظ بين الأنواع، من المثير للإعجاب نسبيا أن الاختلافات بين البشر والفئران يمكن أن تصل ما يقرب من ستة آلاف جين (من إجمالي 30 ألف جين). استفاد ومازال العلماء يستفيدون من هذه التشابهات في توليد نماذج تجريبية وتنبؤية للأمراض البشرية.